# Gara Bușag
Gara Bușag este o stație de cale ferată care deservește Tăuții Măgherăuș, județul Maramureș, România, situată pe Magistrala CFR 400.

## Istoric
Bușag a fost legat la rețeaua de cale ferată în 1884, odată cu inaugurarea liniei de cale ferată Satu Mare – Baia Mare. Calea ferată Satu Mare–Baia Mare face parte din Magistrala CFR 400 și are o lungime de 60 km. În 1882, la Cluj (în maghiară Kolozsvár) un grup de oameni de afaceri au înființat „Societatea anonimă a căilor ferate locale Satu Mare – Baia Mare” (în maghiară "Szatmárnémeti – Nagybánya helyi vasúti részvénytársaság"). Societatea, având capital privat multinațional, a obținut concesiunea pentru construirea căii ferate care să conecteze Satu Mare (în maghiară Szatmárnémeti) de Baia Mare (în maghiară Nagybánya). Linia concesionată cu o lungime de 56,3 km pornește din Botiz (în maghiară Batiz), ca nod de legătură la linia deja existentă Debrecen – Szatmárnémeti (Satu Mare) – Királyháza (Korolevo) – Máramarossziget (Sighetu Marmației), a fost construită între anii 1882-1884. Porțiunea de linie Satu Mare – Botiz a fost exploatată în comun de către Helyi Érdekű Vasút (Calea Ferată de Interes Local) și Északkeleti Vasúttal (Căile Ferate Nord-Est). În 1904, datorită exploatării greoaie a porțiunii comune de linie, HÉV a construit o porțiune de 3,8 km care lega Botizul de stația Satu Mare a Căilor Ferate Maghiare (Magyar Államvasutak).

## Gara
Gara Bușag este situată în orașul Tăuții Măgherăuș, satul Bușag, amplasată pe secția interoperabilă Deda – Dej Triaj – Jibou – Baia Mare – Satu Mare, la kilometrul 11+100 față de stația Baia Mare, respectiv la kilometrul 48+900 față de stația Satu Mare. Stația este dotată cu instalație de centralizare electromecanică CEM.
Stația Bușag are 4 linii, dintre care două sunt folosite pentru trenurile de pasageri cât și pentru trenurile de marfă (Liniile 2 și 3), iar celălalte două sunt folosite pentru încărcare și descărcare mărfuri din mijloace de transport auto (Liniile 1 și 4). Cea mai scurtă linie are o lungime de 420 m iar ce mai lungă are 675 m.
Calea ferată asigură legătura orașului Tăuții Măgherăuș pe Magistrala 400 spre Baia Mare și Satu Mare pentru transportul feroviar de călători și marfă. Prin gara Bușag trec zilnic trenuri InterRegio (IR) și Regio (R) ale operatorilor CFR Călători și InterRegional Călători.

## Distanțe față de alte gări din România și Europa

### Distanțe față de alte gări din România
- Bușag și Arad - 303 km
- Bușag și Baia Mare - 11 km
- Bușag și București Nord (via Cluj-Napoca) - 701 km
- Bușag și București Nord (via Deda) - 635 km
- Bușag și Cluj-Napoca - 204 km
- Bușag și Jibou - 69 km
- Bușag și Oradea - 182 km
- Bușag și Satu Mare - 49 km

### Distanțe față de alte gări din Europa
- Bușag și  Keleti Budapesta (via Arad) - 556 km
- Bușag și  Hauptbahnhof Viena (via Arad) - 818 km